# Engelburg (Elsass)

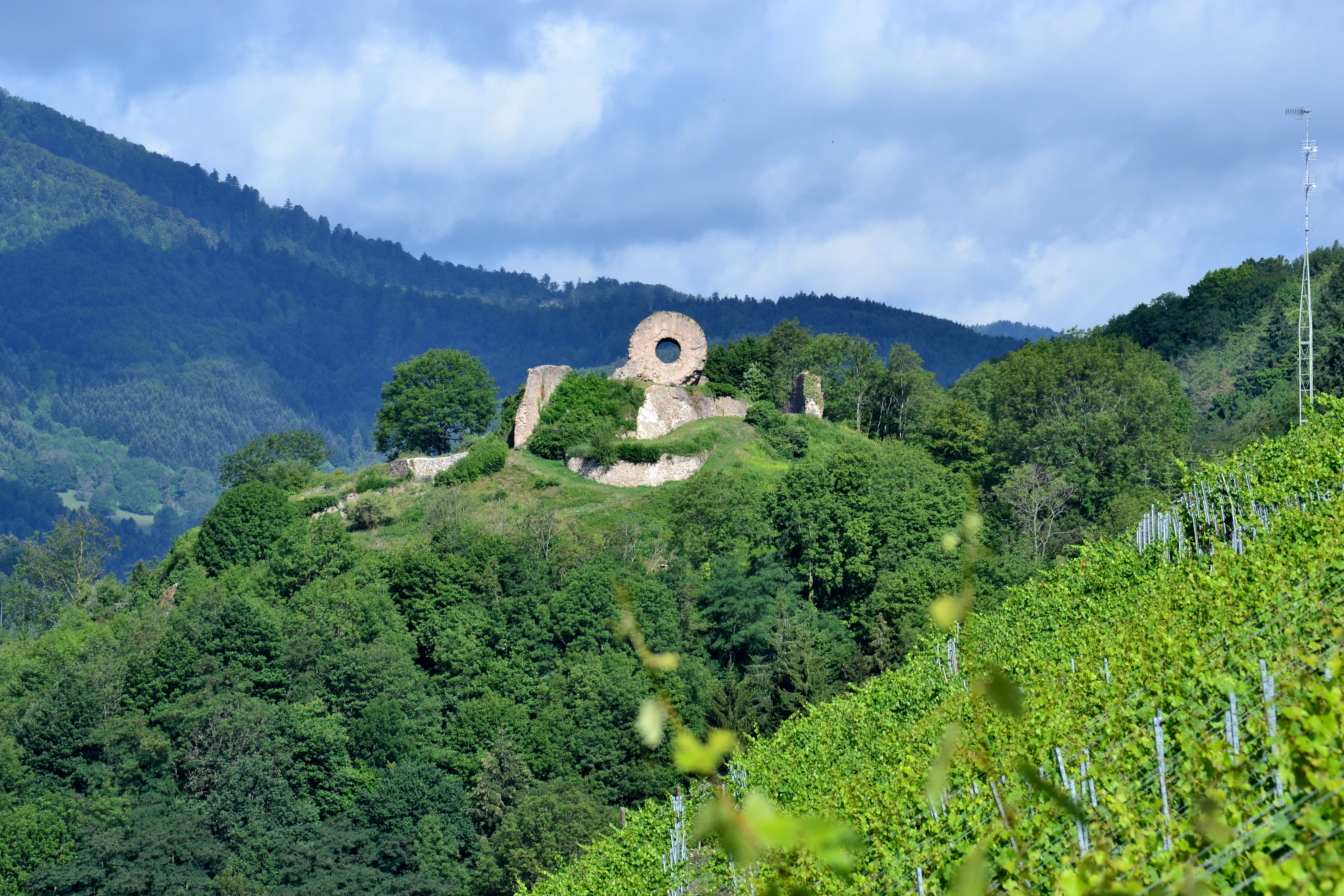
Ruine der Engelburg, Ansicht von Südosten

Die Engelburg (französisch Château dʼEngelbourg), auch Engelsburg genannt, ist die Ruine einer Gipfelburg auf dem Gebiet der oberelsässischen Stadt Thann in der französischen Region Grand Est. Im ersten Drittel des 13. Jahrhunderts von den Grafen von Pfirt erbaut, gelangte sie später an das Haus Habsburg und dann an die französische Krone. König Ludwig XIV. gab 1673 den Befehl, die Anlage zu schleifen, seither ist sie eine Ruine. Die Anlage gehört heute der Stadt Thann und steht seit dem 6. Dezember 1898 als klassifiziertes Monument historique (französisch Monument historique classé) unter Denkmalschutz. Ihr markantestes Bauteil ist ein Rest des im 17. Jahrhundert gesprengten Bergfrieds, der im Volksmund „Hexenauge“ (französisch lʼœil de la sorcière) genannt wird.

## Geschichte

### Anfänge
Die Siedlung Thann und eine „Alte Burg“ genannte Wehranlage waren ursprünglich einmal Reichslehen und im Besitz der Grafen von Egisheim-Dagsburg. Später gelangten sie an die Grafen von Pfirt, die dort einen Vogt einsetzten. Die Engelburg war eine Nachfolgerin der Alten Burg, deren Standort bis heute nicht sicher lokalisiert werden konnte. Ihre Gründung erfolgte in der Zeit zwischen 1220 und 1230 durch Ludwig III. von Pfirt. Er wollte mit ihr den Eingang zum Tal der Thur kontrollieren und dort einen lukrativen Zoll erheben, denn durch das Tal verlief die Handelsroute zum Col de Bussang in Richtung Lothringen und damit ein Fernhandelsweg von Italien nach Flandern. Damals bestand die Burg aus einer kleinen durch eine Ringmauer umgebenen Kernburg mit einem Gebäude und Bergfried im nordwestlichen Kernburgbereich sowie einer Vorburg. Möglicherweise gehörte damals auch schon eine große Niederburg südöstlich der Kernburg dazu.
Nachdem der Burgherr 1234 seinen Vater ermordet hatte, wurde über ihn die Reichsacht verhängt, und all seine Güter fielen von Rechts wegen an das Reich zurück. König Heinrich verzichtete noch im gleichen Jahr auf seine Rechte an der Alten und Neuen Burg in Thann zugunsten des Straßburger Bischofs Berthold von Teck. Zwei Jahre später bestätigte Kaiser Friedrich II. diesen Verzicht.
In den folgenden Jahren wurden die Pfirter Grafen wieder Burgherren in Thann, denn im Jahr 1251 trug Ulrich von Pfirt seine allodiale Burg dem Bischof von Straßburg zu Lehen auf und erhielt sie von ihm als solches zurück. Graf Ulrich unterstützte den Bischof nämlich seit 1246 in seinem Kampf gegen die Staufer. Die Burg entwickelte sich allmählich zum bevorzugten Aufenthaltsort der Pfirter, und so spricht vieles dafür, dass Graf Theobald (1275–1311) die Anlage wahrscheinlich um 1300 zum Hauptsitz aus- und umbauen ließ. Zu jener Zeit kamen ein großer Wohnbau, eine 1304 erstmals erwähnte, neue Burgkapelle und ein Verbindungsgang zur Bausubstanz hinzu.

### Pfandobjekt der Habsburger
Als die Pfirter 1324 im Mannesstamm ausstarben, gelangte die gesamte Grafschaft Pfirt und damit auch die Engelburg durch die Heirat Johannas von Pfirt mit dem österreichischen Herzog Albrecht II. noch im gleichen Jahr an die Habsburger. Diese setzten anfangs Vögte zur Verwaltung der Anlage ein, nutzten sie aber später häufig als Pfandobjekt. Von 1455 bis 1563 war sie deshalb durchgehend in fremder Hand.
1415 wurde die Burg durch den Pfalzgrafen Ludwig III. eingenommen. Im Jahr 1444 widerstand die Burgbesatzung einer Belagerung durch die Armagnaken, 1468 durch Berner Truppen. Bereits 1465 war für die Wehranlage in schriftlichen Unterlagen zum ersten Mal der Name Engelburg benutzt worden. Die Namensherkunft ist nicht restlos geklärt, sie könnte von einer ersten Burgkapelle herrühren, die dem Erzengel Michael geweiht war.
Mit dem Vertrag von Saint-Omer im Mai 1449 gelangte die Burg zusammen mit anderen Habsburgischen Besitzungen entlang des Rheins von Sigismund von Österreich für 50.000 Gulden als Pfand an den burgundischen Herzog Karl den Kühnen. Zu jenem Zeitpunkt war die Anlage noch an Heinrich Reich von Reichenstein verpfändet. Herzog Karl löste sie schließlich am 19. Juni 1470 aus. Seine nach Thann gesandten Kommissionäre zeichneten in den Berichten an den Herzog ein düsteres Bild vom Zustand der Burg, denn die dauerhafte Verpfändung hatte sich nachteilig auf die Bausubstanz ausgewirkt. In Briefen aus der Zeit von 1471 bis 1473 ist die Rede davon, dass die Dächer in einem miserablen Zustand seien und es keinerlei effektive Verteidigungsmöglichkeiten gäbe. Zudem seien die Räume vollkommen leergeräumt. Die habsburgischen Pfandnehmer hatten bei ihrem Abzug nämlich alles mitgenommen, was sich kurzfristig abbauen ließ: Möbel, Fenster und Türen genauso wie Angeln und Schlösser. Einer von Karls Kommissionären schätzte, dass die dringendsten Reparaturen etwa 380 Gulden kosten würden. Zwar ließ der in Thann eingesetzte herzogliche Bailli, Pierre de Hagenbach, die notwendigsten Reparaturen durchführen, doch diese änderten nichts Grundlegendes am schlechten Zustand der Anlage.

### Wiederaufbau und endgültige Schleifung

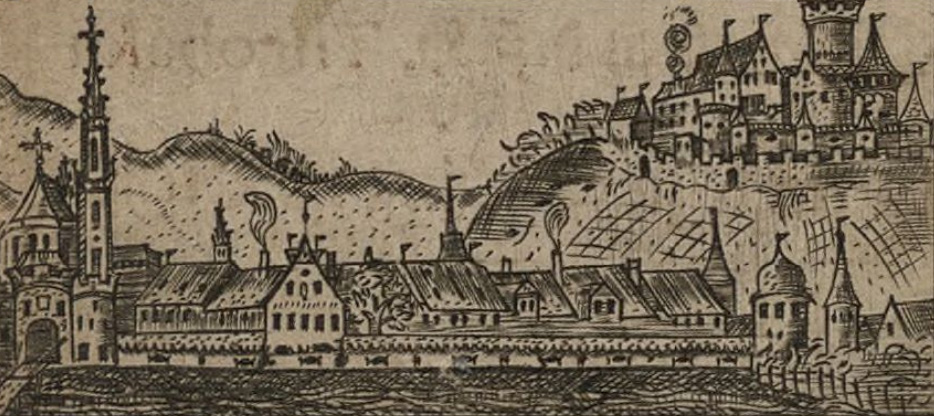
Thann und die Engelburg auf einem Kupferstich von 1628

Im Mai des Jahres 1477 kam die Engelburg wieder in habsburgische Hand. 1548 war ihr baulicher Zustand derart schlecht, dass der Abbruch des Bergfrieds empfohlen wurde, aber erst nach Ende der Verpfändungen begannen 1571 umfassende Wiederherstellungsarbeiten. Trotzdem mussten Vogt und Kaplan die Burg 1577 erst einmal verlassen, da sie zu verfallen und unbewohnbar war. Für anschließende Reparaturarbeiten, die in den Jahren 1593 bis 1601, 1614 und 1618 bis 1621 ausgeführt wurden, waren insgesamt 4000 Gulden veranschlagt. 1617 bezog Thanns letzter Burgvogt ein neu errichtetes 20 × 9 Meter großes Fachwerkhaus, und bei der letzten großen Wiederherstellungskampagne bis 1621 kamen ein Brunnen sowie eine neue Burgkapelle hinzu.
Im Dreißigjährigen Krieg trug die Anlage schwere Schäden davon, denn sie teilte das Los der Stadt Thann und wechselte in der Zeit von 1633 bis 1639 insgesamt sieben Mal den Besatzer. Mal war sie in schwedischer, dann wieder in französischer Hand. 1654 nahmen sie französische Truppen endgültig ein. Vier Jahre später schenkte König Ludwig XIV. die Herrschaft und Burg Thann 1658 seinem regierenden Minister Jules Mazarin, dessen Familie bis zur Französischen Revolution Eigentümerin blieb. Noch 1672 wurden letzte Reparaturen an der Anlage ausgeführt, doch sie hatte ihre strategische Bedeutung längst eingebüßt, denn durch die Bestimmungen des Westfälischen Friedens hatte sich die französische Grenze nach Osten an den Rhein verschoben. Trotzdem erteilte der französische König seinem Kriegsminister Louvois im Februar 1673 den Befehl, die Anlage zu schleifen. Die Arbeiten dafür fanden in der Zeit von Mai bis September 1673 unter Leitung des Intendanten Vincent-Matthias Poncet de La Rivière statt. Die Sprengarbeiten wurden durch Mineure aus Giromagny durchgeführt. Es bedurfte insgesamt dreier Anläufe, ehe der massive Bergfried der Anlage zerstört werden konnte. Dabei kippte der Turm zur Seite und zerbrach in mehrere Teile. Das unterste von ihnen blieb in einer Position liegen, die ihm eine Ähnlichkeit mit einem ins Tal hinabblickenden Auge verleiht. Es wird deshalb heute „Hexenauge“ genannt.

### Ab dem 18. Jahrhundert
In den nachfolgenden Jahrhunderten wurde die Anlage dauerhaft als Steinbruch genutzt und verlor sehr viel ihrer durch die Schleifung ohnehin dezimierten Bausubstanz, sodass von der einst stattlichen Burg heute nur noch wenige Reste übrig sind. Die Gesellschaft für Erhaltung der Geschichtlichen Denkmäler im Elsass (französisch Société pour la Conservation des Monuments Historiques) führte 1863 erste Aufräumarbeiten auf dem Burgareal durch, das 1898 unter der damaligen deutschen Regierung unter Denkmalschutz gestellt wurde. Diese Unterschutzstellung wurde 1930 durch die mittlerweile französische Verwaltung erneuert. 2013 gründete sich ein Freundeskreis, der sich gemeinsam mit der Stadt Thann um den Erhalt und die Sicherung der Ruine kümmert.

## Beschreibung
Die Reste der Engelburg liegen auf der 445 Meter hohen, felsigen Bergkuppe des Schlossbergs 100 Meter über der Stadt Thann, von der sie durch die Thur getrennt sind. Ihr Bruchsteinmauerwerk besteht aus Grauwacke und großen Thurkieseln. Das Burgareal ist stark terrassiert, was zum einen natürlichen Ursprungs ist und zum anderen durch den Abrissschutt des 17. Jahrhunderts entstand.
Ein 1657 angefertigter Plan der Anlage zeigt sie zur Zeit ihrer größten Ausdehnung. Demnach bestand die Burg aus vier befestigten Abschnitten, die durch gestaffelte Ringmauern auf drei verschiedenen Niveaus abgegrenzt waren. Um vor die am höchsten gelegene Kernburg zu gelangen, mussten insgesamt vier Tore überwunden werden.

### Kernburg

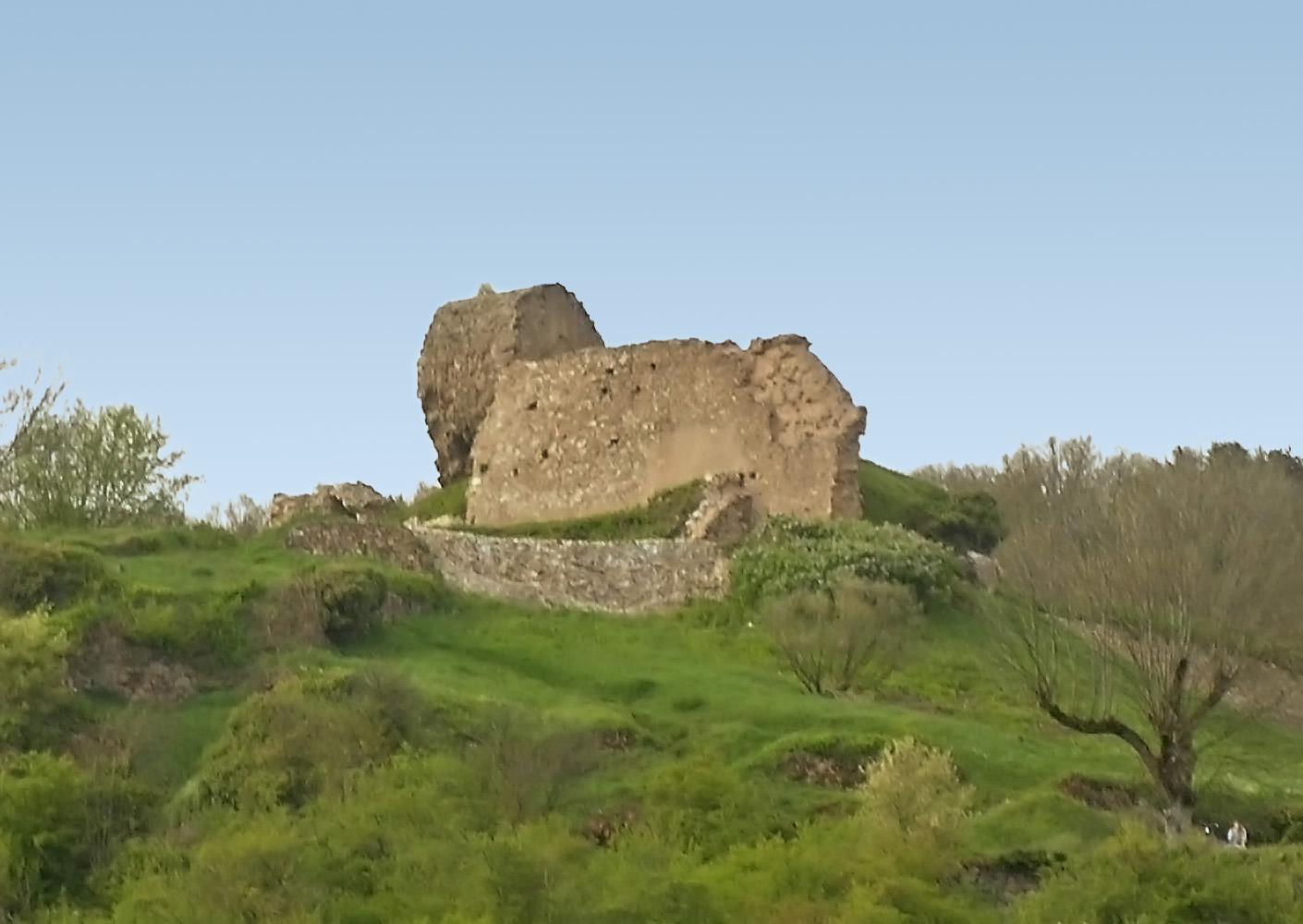
Südansicht der Engelburg, deutlich sichtbar das erhaltene Stück der südlichen Ringmauer

Die kleine rechteckige Kernburg mit wuchtigem Bergfried und einem Wohnbau war von einer Ringmauer umschlossen und gehörte sehr wahrscheinlich zur Bausubstanz aus der Anfangszeit der Anlage. Vom Bering der Kernanlage sind noch erkennbare Reste im Nordwesten und Süden erhalten. Der nordwestliche Mauerabschnitt zeigt ein intaktes romanisches Rundbogenfenster, was darauf schließen lässt, dass in diesem Bereich in der Gründungszeit ein erstes Gebäude stand, das vielleicht das 1570 niedergelegte „Haus des Kastellans“ gewesen sein könnte und 1657 bereits durch ein frei stehendes Gebäude im Hof der Kernburg ersetzt worden war. Letzteres wird heute unter dem Schutt des Bergfrieds vermutet. Der runde Bergfried zeigte Ähnlichkeiten zu denen von Kaysersberg und der Pflixburg. Er besaß eine 2,5 Meter dicke Mauer bei einem Durchmesser von 7,5 Metern. Sein Hocheingang lag im Südwesten und damit von der Eingangsseite abgewandt, seine Wehrplatte besaß einen Zinnenkranz. Bei der Sprengung des Turms im Jahr 1673 blieb ein etwa vier Meter hohes Stück intakt und liegt heute direkt südöstlich der Turmfundamente.

### Mittelburg

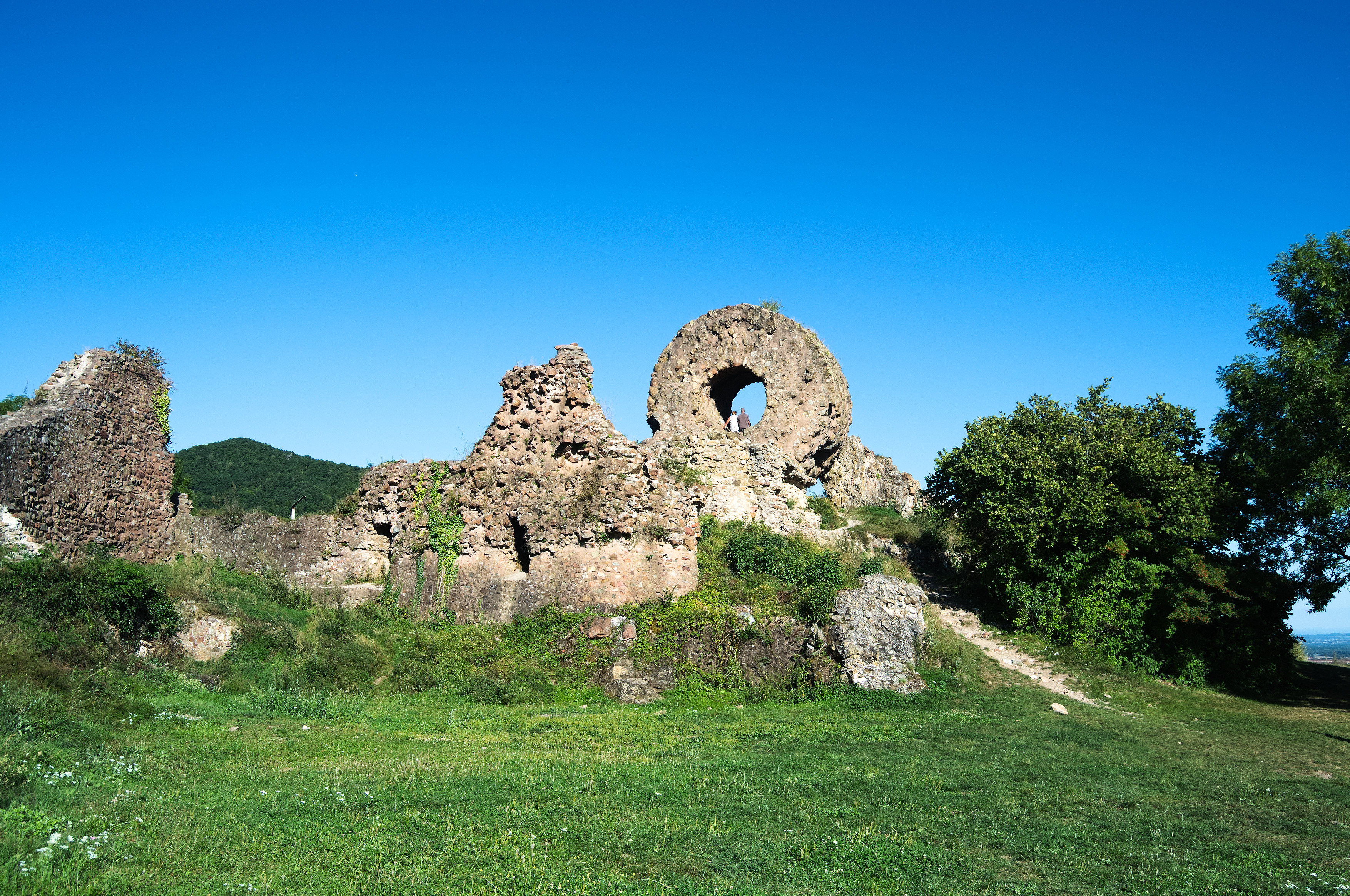
Ruine der Engelburg; links im Bild: Reste des Brunnenturms

Südlich und westlich der Kernburg lag ein von einer eigenen Ringmauer umschlossener Bereich, dessen annähernd ovaler Grundriss etwa 150 Meter lang und rund 70 Meter breit war. Heute zeichnet er sich als ein ebenes leicht nach Westen abfallendes Gelände ab. Der wichtigste Bau dieses als Mittelburg bezeichneten Teils war ein großer, dreigeschossiger Wohnbau im südwestlichen Bereich. Von ihm sind heute nur noch eine Eintiefung des Kellers und wenige Mauerreste übrig. Er könnte etwa zur selben Zeit wie die Stadtbefestigung Thanns, das heißt 1290, errichtet worden sein. Vermutlich handelt es sich bei ihm um das 1473 erwähnte „Haus des Herzogs“. Er stand an der Stelle eines älteren Baus, von dem noch 1980 ein ein Meter hoher Mauerrest aus Sandstein-Buckelquadern zu sehen war. An seiner Südecke stand ein kleiner Rundturm, der 1657 mit einer Glocke bestückt war. Entsprechend ist dort oder daran anschließend die 1619 erwähnte neue Burgkapelle zu vermuten. Sie ersetzte eine wahrscheinlich weiter westlich stehende ältere Kapelle, die der heiligen Katharina geweiht war und nach 1503 ihre Funktion verloren hatte. Jüngster Teil der Mittelburg war ein aus der Mauerflucht nach Norden vorspringender Turm von 1621, in dem sich der Burgbrunnen befand. Ein Rondell an der Nordwest-Ecke dieses Burgbereichs stammte – der erhaltenen Architektur nach zu urteilen – aus dem späten 15. oder frühen 16. Jahrhundert. Von ihm steht heute noch ein ansehnliches Stück Mauer. Zur selben Zeit wurde auch ein wuchtiges Kanonenrondell an der Ostecke der Burganlage errichtet. Von ihm blieb nur eine formlose Fundamentmauer. Ebenfalls ins 15./16. Jahrhundert ist ein der Mittelburg südöstlich vorgelagerter und mit vier halbrunden Türmen verstärkter Zwinger zu datieren. Von dort konnte der unter ihm verlaufende Burgaufgang bestrichen werden. Von ihm zeugen heute aber nur noch geringe Reste.

### Vorhof
Am westlichen Ende des Burgareals befand sich eine Art befestigter Vorhof mit einem großen Gebäude. Der Weg zur Mittelburg führte dort hindurch und war zu dieser durch einen Schalenturm gesichert, der direkt neben dem Tor zur Mittelburg stand. Die dort erhaltene Bausubstanz weist ein ähnliches Alter wie die Kern- und Mittelburg auf und könnte deshalb ebenfalls in die Zeit um 1300 datieren.

### Niederburg
Die Niederburg, deren Ringmauer von einem Zinnenkranz bekrönt war und im Südwesten noch bis zu einer Höhe von drei Metern erhalten ist, umgab Kern- und Mittelburg im Süden und Osten. Der Zugang erfolgte durch ein Tor in der Ostecke. Der weitere Weg folgte der Form des Burgfelsens und führte an dessen Südseite entlang. Besucher mussten dort ein zweites Burgtor durchqueren, das von einem etwas höher stehenden, halbrunden Turm flankiert war.